# Pseudolasius ludovici
Pseudolasius ludovici é uma espécie de formiga do gênero Pseudolasius, pertencente à subfamília Formicinae.